# Tabita
Tabita,(chamada Tabitha em aramaico e Dorcas em grego, e também conhecida por Tábata), é uma personagem bíblica do Novo Testamento que vivia em Jafa, e era conhecida pela dedicação em favor dos pobres daquela cidade, ao ponto de costurar túnicas e vestidos para viúvas necessitadas.  Segundo relatado em Atos dos Apóstolos (Atos 9:36-42), ela morreu e foi ressuscitada pelo apóstolo Pedro, estando listada entre os Setenta Discípulos, os primeiros setenta seguidores dos ensinamentos de Jesus.
Tabitha, em aramaico, também significa "gazela". Em grego, é chamada Dorcas, que também significa "gazela".

## Biografia
Segundo o relato bíblico, ela era uma costureira de Jope (antigo nome da atual Jafa), conhecida por sua bondade e por suas obras de caridade. A certa altura, Tábata adoeceu e morreu: os outros discípulos, sabendo que Pedro estava na cidade vizinha de Lida, mandaram buscá-lo.
Chegando na casa de Tabita, Pedro encontrou aos prantos viúvas da cidade, que lhe mostraram as roupas que a costureira Tabita costumava fazer para elas. O apóstolo começou a rezar, sozinho, no quarto onde Tabita havia ficado, e disse: "Tabita, levanta-te!". Depois de dizer essas palavras, Tabita levantou-se, ressuscitada, e consequentemente virou discípula de Pedro. Esse milagre também teria levado à conversão de muitas pessoas locais.

## Local de enterro
Segundo o Novo Testamento, Tabita morreu na casa de Simão, um curtido de peles que residia em Jafa, atualmente parte de Tel Aviv. A fachada da casa onde, segundo a Bíblia, Tabita morreu e foi ressuscitada por Pedro pode ser vista no centro da cidade velha de Jafa em Israel. Quando de sua morte definitiva, Tabita foi enterrada num túmulo próximo ao qual foi construída uma Igreja Ortodoxa Russa, que pode ser visitada hoje em Jafa (Tel Aviv).